# John Bell Hood
Pour les articles homonymes, voir Hood.
John Bell Hood (né le 29 juin 1831 à Owingsville, Kentucky et mort le 30 août 1879, à La Nouvelle-Orléans, Louisiane) est un général sudiste.

## Biographie

### Avant la Guerre de Sécession
Fils d'un docteur rural à Owinsville au Kentucky,, John Bell Hood grandit dans la région centrale du Kentucky, près de la ville de Mont Sterlin. On pense que John Bell tenait son goût pour l'aventure de la vie militaire à l'influence de son grand-père paternel Lucas Hood, un « croustillant » vétéran des guerres amérindiennes, qui avait combattu sous le général « Mad » (« fou ») Anthony Wayne à la bataille de Fallen Timbers, et de son grand-père maternel James French, un vétéran de la guerre d'indépendance des États-Unis. Contre les souhaits de son père, qui l'invite à faire une carrière médicale, John Bell utilise l'aide de son oncle, le congressiste Richard French, pour intégrer l'Académie militaire de West Point en 1849.
Sorti de West Point, sans y avoir particulièrement brillé, il est affecté au 2e de cavalerie, unité dans laquelle il participe aux guerres contre les Amérindiens. Le 3 mars 1855, dans un combat contre les Comanches avec 25 cavaliers, il est blessé par une flèche à la main gauche.

### Guerre de Sécession
Au début de la guerre de Sécession, après la Bataille de Fort Sumter, Hood démissionne de l'armée des États-Unis pour rejoindre l'armée des États confédérés d'Amérique en tant que capitaine de cavalerie.

#### Officier général
Le général Hood excelle à la tête d'une brigade et d'une division, mais a moins de succès au niveau d'un corps d'armée. Il prouve qu'il est un bon commandant à la bataille de Sharpsburg. Il participe au combat sur la péninsule à Seven Pines, pendant les batailles des sept jours et la seconde bataille de Bull Run (Manassas).
Après s'être distingué à Antietam, il est promu major général, combat à Fredericksburg et est gravement blessé au bras droit, dont il perd l'usage, à Gettysburg,. Il retourne au combat à Chickamauga, où il est blessé sérieusement à la jambe gauche. Il survit à l'amputation de sa jambe. Il doit par la suite être harnaché à son cheval pour être sur le terrain,.

#### Général d’armée
Par la suite, le général Hood est nommé général en chef à titre provisoire. Envoyé à Atlanta pour aider Joseph Johnston, il est battu par le général Sherman à la bataille de Peachtree Creek, à la bataille d'Atlanta, à la bataille d'Ezra Church et à la bataille de Sonesboro.
En 1864, à la tête de l’armée du Tennessee, Hood retourne de nouveau au Tennessee, où il doit s’emparer de Nashville, important centre de ravitaillement nordiste, et, par son action, soulager l’armée de Robert Lee aux prises avec celle de Grant.
Il affronte le général unioniste Schofield à la sanglante bataille de Franklin.
Il est battu et définitivement défait à Nashville, par le général George Thomas.
Il demande à être rétrogradé du commandement de l'armée du Tennessee et à retrouver le rang de lieutenant général. Il se rend à Natchez, Mississippi, le 31 mai 1865,.

### Après la guerre
Il se marie en 1868, ayant 11 enfants dans les 10 années qui suivent.
Il meurt à 48 ans, à La Nouvelle-Orléans, en Louisiane, de la fièvre jaune, le 30 août 1879. Il est enterré au cimetière militaire de La Nouvelle-Orléans.

## Réminiscences
- Il est un personnage du livre de James Lee Burke Dans la brume électrique avec les morts confédérés et son adaptation cinématographique Dans la brume électrique de Bertrand Tavernier.
- Le camp militaire de Fort Hood est nommé en son honneur.